# Assaria
Assaria est une municipalité américaine située dans le comté de Saline au Kansas.
Lors du recensement de 2010, sa population est de 413 habitants. La municipalité s'étend alors sur une superficie de 0,19 mille carré (0,49 km2).
Assaria est d'abord fondée en 1879 par des Écossais. Ceux-ci quittent la localité en 1886 et des colons suédois, Mans Peterson et Ben Hisser, y fondent une nouvelle ville cette même année. Le nom d'Assaria, qui signifie « avec l'aide de Dieu » en hébreu,, est celui d'une congrégation luthérienne suédoise locale.